# بخش بلمونت، شهرستان جکسون، مینه سوتا
بخش بلمونت (به انگلیسی: Belmont Township) یک منطقهٔ مسکونی در ایالات متحده آمریکا است که در شهرستان جکسون، مینه‌سوتا واقع شده‌است.
 بخش بلمونت ۹۳٫۹ کیلومتر مربع مساحت و ۲۲۳ نفر جمعیت دارد و ۴۳۳ متر بالاتر از سطح دریا واقع شده‌است.